# Beatus Widmann
Beatus Widmann (* um 1476 in Baden-Baden; † 23. August 1551 in Talach bei Horb), auch unter dem Namen Beat Widman oder Beat Widmann zu finden, genannt Machinger, Malchinger, Möchinger oder Maichinger von Mühringen, Doktor im kirchlichen und weltlichen Recht (utriusque iuris doctor), war ein deutscher Jurist und Diplomat. Er stand 1505 bis 1519 als Rat im Dienst des württembergischen Herzogs Ulrich, danach 1520 bis 1550 als Rat und später als Tiroler Kanzler im Dienst Erzherzog Ferdinands I. von Österreich, des späteren Kaisers.   

## Leben
Beatus Widmann war der älteste Sohn des einflussreichen Tübinger Medizinprofessors und gräflichen bzw. herzoglichen Leibarztes Johann Widmann-Salicetus und Bruder des von 1509 bis 1561 als Propstkanzler der Universität Tübingen amtierenden utriusque iuris doctor Ambrosius Widmann. Er begann sein Studium im Wintersemester 1489/1490 an der Tübinger Universität. Dort promovierte er am 14. Oktober 1491 an der Artistenfakultät zum Bakkalar und am 13. August 1493 zum Magister. Im folgenden Wintersemester wechselte er an die Universität Basel, danach wohl nach Italien. Seinen Doktortitel im kirchlichen und weltlichen Recht, mit dem er 1506 in Tübingen nachgewiesen ist, hat er nach der üblichen Studiendauer wohl bereits um 1500 erworben. 
Ab 22. Mai 1505 gehörte Widmann zu den württembergischen Räten. Als Kaiser Maximilian I. nach dem Tübinger Vertrag von 1514 seine Kontakte zu einflussreichen Persönlichkeiten in Württemberg intensivierte, erhielt Widmann 1515 vom Innsbrucker Regiment ein Lehen in der Grafschaft Hohenberg. Im gleichen Jahr wurde er auch zum Beisitzer am Reichskammergericht gewählt. Dieses Amt behielt er bis 1519, dem Jahr der Vertreibung Herzog Ulrichs aus Württemberg durch den Schwäbischen Bund. 
1516 kaufte Widmann unter dem Namen Möchinger von Heinrich von Zimmern für 5.800 rheinische Gulden die Herrschaft Mühringen bei Horb am Neckar mit Wiesenstetten und dem Hof Dommelsberg. Unter dem Namen Widman von Mühringen fand er Aufnahme in die Reichsritterschaft im Kanton Neckar-Schwarzwald und stieg damit in den sogenannten niederen Adel auf.
Zu Beginn der österreichischen Regentschaft in Württemberg 1520 stand Widmann als einer der Regierungskommissare im Dienst des ein Jahr zuvor gewählten Kaisers Karl V., sowie 1521 nach einer Instruktion vom 18. Juli desselben Jahres im Dienst Erzherzog Ferdinands I. von Österreich als einer der Regenten und Räte, die dem württembergischen Statthalter beigegeben waren. Anfang 1524 wurde Widmann in Innsbruck Vizekanzler und im April 1525 Kanzler von Tirol als Nachfolger des 1524 gestorbenen Zyprian von Serntein. Widmanns Gesuch, noch von 1525, dem Jahr des Bauernkriegs, aus diesem Amt wieder entlassen zu werden, erfüllte Ferdinand erst Ende Juni 1526 und übertrug ab 1. Juli 1526 das Kanzleramt dem Doktor im kirchlichen und weltlichen Recht Jeronimus Baldung. Widmann war aber weiterhin Rat Ferdinands mit der Erlaubnis, sich jeweils ca. ein halbes Jahr an dessen Hof aufzuhalten. 
1530 erschien Widmann auf dem Reichstag in Augsburg unter den Räten Ferdinands und 1531 nach der Königswahl Ferdinands als königlicher Kommissar in Stuttgart. Im gleichen Jahr gewährte er Ferdinand 1.000 Gulden gegen die Zusicherung, bis zur Rückzahlung als Obervogt von Horb nicht abgesetzt zu werden. Anfang 1532 legte Baldung sein Kanzleramt aus gesundheitlichen Gründen nieder, und so wurde Widmann im März 1532 wieder in das Tiroler Kanzleramt in Innsbruck eingesetzt. In diesem Amt verblieb er bis 1550, dem letzten Jahr vor seinem Tod.
Das Amt eines Obervogts in Horb in der Nähe seiner Besitzung Mühringen übernahm Widmann am 25. August 1526. Im Bauernkriegsjahr zuvor hatte die Regierung in Innsbruck die Stadt Horb gebeten, auf Schloss und Besitz Mühringen während der Abwesenheit Widmanns ain getrew nachperlich aufsehen zu haben. Zwischen 1524 und 1528 konnte Widmann dann mehrere Besitzungen erwerben, darunter 1524 zwei Drittel der Burg Labers bei Meran, 1525 die Burg Katzenstein bei Untermais und auch Rechte in Kirchentellinsfurt bei Tübingen, sowie 1528 Schloss und Dorf Unter-Sulmentingen bei Laupheim. Erst 1530 wurde ihm in Kirchentellinsfurt von Kaiser Karl V. auch hohe Gerichtsbarkeit und Blutbann verliehen. Mit seinem Bruder Ambrosius Widmann, dem Tübinger Universitätskanzler, versuchte er, vom benachbarten Reutlingen ausgehende reformatorische Bestrebungen in Kirchentellinsfurt zu unterdrücken. An der Dorfordnung Kirchentellinsfurts von 1534 im Jahr der Rückkehr Herzog Ulrichs nach Württemberg war er aber bereits nicht mehr beteiligt. 
Als Anfang 1534 die Pläne Herzog Ulrichs zur Rückgewinnung Württembergs für König Ferdinand bedrohliche Formen angenommen hatten, wurde Widmann mehrfach an den Hof Ferdinands gerufen. Auch nach dem Friedensschluss von Kaaden vom 29. Juni 1534, in dem Ulrich nunmehr der Besitz seines Herzogtums in Form eines österreichischen Afterlehens zugestanden wurde, war Widmann weiterhin Berater Ferdinands in württembergischen Angelegenheiten.
Widmann bestellte noch 1535 seinen Schwiegersohn Ulrich von Lichtenstein zu Neckarhausen zum Amtsverweser für die Horber Vogtei. 1536 erwarb Widmann die Pfandherrschaft Thaur östlich von Innsbruck und verpfändete dafür mit Ausnahme des Hofs von Felldorf seine Herrschaft Mühringen. 1538 erhielt er von Ferdinand den Auftrag, die Tiroler Kanzlei zu reformieren. 1540 trat die von ihm verfasste Kanzleiordnung in Kraft. Als königlicher Kommissar nahm er 1540 und 1549 an Tiroler Landtagen sowie 1545 und 1546 an Landtagen in Ensisheim teil.
In seinen letzten Lebensjahren bewohnte Widmann mit seiner Ehefrau Barbara Schad, einer Verwandten des Kardinals Matthäus Lang, sein 1547 erworbenes Haus in Innsbruck, heute Herzog-Friedrich-Straße 20, und starb nach Angaben seines Sohnes Hans Jacob am 23. August 1551 in Talach nahe Horb auf einer Rückreise nach Innsbruck. Mit seiner Ehefrau hatte er drei Söhne und sechs Töchter, die zumeist adlig und somit standesgemäß verheiratet waren.